# J'veux du soleil (chanson)
Pour les articles homonymes, voir J'veux du soleil (homonymie).
Clip vidéo
[vidéo] « J'veux du soleil », sur YouTube
J'veux du soleil est une chanson du groupe français Au p'tit bonheur écrite et composée par son chanteur Jamel Laroussi, sortie en single en 1991.
Elle est incluse dans l'album Le Mal de vivre qui sort l'année suivante. Le morceau en face B Soleil nocturne, version de J'veux du soleil avec des arrangements différents, sera ajoutée en bonus sur les rééditions de l'album en 1999 et 2007. 
Le single entre au Top 50 en février 1992 et se hisse jusqu'à la 18e place.
La chanson évoque l'enfance avec nostalgie sur une musique festive, proche du jazz manouche. Devenue populaire, elle reste la chanson la plus connue du groupe,.
En 2000 elle fait partie de la sélection 40 ans de rock français (1960-2000)-L'Anthologie définitive (coffret de 4 CD).

## Musiciens
Tels que mentionnés au verso de la pochette du single:
- Jamel Laroussi : chant, guitares
- Stéphane Frisano : guitares
- Denis Lemoine : accordéon

Musiciens additionnels
- Pierre Frisano : guitare
- Jean-Marc Despeignes : basse
- Philippe Topiol : batterie

## Reprises
J'veux du soleil a été reprise par les Kids United sur l'album Au bout de nos rêves sorti en 2018.  

## Dans la culture
- 1996 : Chacun cherche son chat de Cédric Klapisch[7]
- 2007 : La Face cachée de Bernard Campan : chantée au karaoké par Karin Viard.
- 2019 : J'veux du soleil, film documentaire de Gilles Perret et François Ruffin, reprend le titre de cette chanson. À la fin du film, une manifestante, Marie, entonne cette chanson sur la plage en compagnie de François Ruffin puis, durant le générique, on la voit rejoindre trois membres du groupe Au p'tit bonheur pour interpréter le titre dans un studio d'enregistrement[8].